# أوغاسا
بلدية أوغاسا (بالإسبانية: Ogassa) هي بلدية تقع في مقاطعة جرندة التابعة لمنطقة كتالونيا شمال شرق إسبانيا.

## الديموغرافيا
بلغ عدد سكان بلدية أوغاسا 251 نسمة عام 2011 (وفقاً للمعهد الوطني الإسباني للإحصاء).
| 245 | 239 | 253 | 262 | 274 | 264 | 251 |